# Depok (Cisompet)
Depok is een Indonesisch dorp gelegen in het subdistrict Cisompet in het district Garut van de provincie West-Java. Het vormt het meest zuidelijke deel van Cisompet. Depok Village deelt zijn noordelijke grens met Sukanagara Village. Aan de zuidkant grenst het aan het subdistrict Pameungpeuk, specifiek aan Paas Village en Sirnabakti Village. In het westen wordt het begrensd door het subdistrict Pameungpeuk, met Bojong Village aan de andere zijde van de Padépokan Gunung Nagara-heuvels. Aan de oostkant grenst het aan Karyasari Village in het subdistrict Cibalong, gescheiden door de heuvels van de Gajah Mountain Afdelling Plantation.

## Geschiedenis
Volgens de geschiedenis de naam Depok verbonden met het concept van een padepokan, wat betekent dat het dorp aanvankelijk een rustplaats was voor spirituele leiders. Volgens Ki Ecep (een oudere in het dorp) was het dorp Depok in de jaren zestig nog steeds een gemeenschap met tradities vergelijkbaar met die van de Baduy. Echter, na de verwoesting van het dorp door de DI/TII-bende, vond er een aanzienlijke verandering plaats. Nu zijn er geen rijen huizen op palen meer te zien die naar het oosten zijn gericht.
In het dorp Depok bevindt zich de Gunung Nagara-site, een oude begraafplaats van koninklijke figuren uit de periode van het islamitische koninkrijk, waarvan wordt geloofd dat het de rustplaats is van de heersers. Deze padepokan is opgericht als eerbetoon van de regerende vorsten. De koningen die begraven liggen op deze begraafplaats zijn Eyang Ruhi Kudratullah, Eyang Balung Tunggal, Prabu Kiansantang, Syekh Abdul Jabar, de vrouw van Prabu Kiansantang (Ratu Gondowoni), Eyang Sembah Ibrohim, en Eyang Raksabumi.
De Gunung Nagara-site wordt omsloten door twee rivieren, namelijk Cikaso en Cipalebuh. Volgens de overlevering worden deze rivieren beschouwd als heilig en worden ze geloofd als middel om zonden weg te spoelen, zodat ze vergeven kunnen worden door Sang Hyang Widi. Hierdoor heeft de Legenda Kian Santang, volgens de meeste inwoners van Depok, een sterke relatie met de verspreiding van de islam in het zuiden van Garut, die wordt toegeschreven aan de verdiensten van Prabu Kian Santang.
Het dorp Depok staat in verband met de opkomst van de padepokan aan de oevers van de Cikaso en het bestaan van de Gunung Nagara-site, die tot op de dag van vandaag de sociale omgeving van de gemeenschap in het dorp Depok vormt.

## Geografie

### Regionale grenzen
| Richting | Dorp/District                                                   |
| -------- | --------------------------------------------------------------- |
| Noorden  | Dorp Sukanagara, Subdistrict Cisompet                           |
| Zuiden   | Dorp Paas en Sirnabakti, Subdistrict Pameungpeuk                |
| Westen   | Dorp Bojong Kaler en Dorp Bojong Kidul, Subdistrict Pameungpeuk |
| Oosten   | Dorp Karyasari, Subdistrict Cibalong                            |

### Topografie
Dorp Depok is gelegen in het zuidelijke deel van het district Garut, waar het terrein heuvelachtig en steil is. Het gebied van dorp Depok wordt omsloten door twee subdistricten in het westen, oosten en zuiden, namelijk Cibalong en Pameungpeuk. Aan de westkant van Dorp Depok bevindt zich de heuvel Padepokan Situs Gunung Nagara, die de grens vormt met het dorp Bojong, Kecamatan Pameungpeuk, en aan de oostkant wordt begrensd door de Rubberplantage Gunung Gajah die direct grenst aan het dorp Karyasari, Kecamatan Cibalong.
Dorp Depok ligt op een hoogte van 40-100 meter boven zeeniveau.
De Cikaso is een korte rivier die door Dorp Depok stroomt en uitmondt in de Indonesische Oceaan. Deze rivier is van groot belang voor de gemeenschap in Depok als irrigatiebron en als de oorspronkelijke locatie waar de nederzetting werd gesticht, hoewel in de loop van de tijd de bewoning zich heeft verplaatst naar gebieden dichter bij de snelweg Pameungpeuk-Garut.